# Le navi di Pavlov
Le navi di Pavlov (Slave Ship), edito anche come L'insidia del Glotch, è un romanzo breve di fantascienza del 1956 dello scrittore statunitense Frederik Pohl, originariamente pubblicato a puntate nella rivista Galaxy e in volume nel 1957.
Lo scenario è un mondo in preda a una guerra globale a bassa intensità, che pare una rappresentazione amplificata della guerra del Vietnam, nella quale gli Stati Uniti stavano appena cominciando a essere coinvolti. La trama comprende telepatia, linguaggio degli animali e, nelle ultime pagine, una invasione aliena.

## Trama
Il mondo occidentale è in uno stato di continua belligeranza con i caodai ("cow-dyes" nell'originale), un gruppo parareligioso che, pur non riconoscendosi in alcuno Stato, ha conquistato Asia e Africa. L'unico autentico campo di battaglia è l'Europa, ormai distrutta, mentre nel resto del mondo si combattono scaramucce o aspre battaglie di contenimento, pure in assenza di una guerra dichiarata ed evitando per tacito accordo l'uso di armi atomiche.
Le ostilità sono accentuate anche da improvvise, misteriose e orribili morti che colpiscono numerosi cittadini americani in modo apparentemente casuale. Si ritiene quindi che i caodai dispongano di una nuova terribile arma segreta, soprannominata Glotch.
Il protagonista, il tenente di vascello Logan Miller, viene trasferito dal suo incrociatore Spruance a una base segreta in Florida, per collaborare al segretissimo progetto Mako, ritrovandosi in una strana fattoria. Nel progetto, Miller collabora strettamente con l'ufficiale superiore russo Timiyazev Semyon Ilytch (figlio di una scienziata che aveva lavorato con Pavlov), con il quale stringe amicizia. L'Unione Sovietica, praticamente distrutta dalla guerra contro gli USA di dieci anni prima, è infatti ora alleata degli Stati Uniti contro i caodai.
Lo scopo del progetto Mako è quello di imparare il linguaggio di tutti gli animali, al fine di poterli utilizzare nelle missioni di guerra. Semyon in particolare è un esperto del linguaggio canino.
Il tenente Miller, inviato a Miami per una breve missione, cerca di mettersi in contatto attraverso un collaudato ma costoso sistema telepatico con la moglie Elsie, che si era arruolata ed era stata catturata dai caodai due anni prima e internata in un campo di concentramento. Dopo la breve e insoddisfacente comunicazione, Miller viene colpito da una forza pirica misteriosa, ma miracolosamente sopravvive al "Glotch". Al suo ritorno viene aspramente redarguito dal suo superiore: anche alla base del Progetto Mako sono avvenute delle morti improvvise, che sono state ora collegate alla predisposizione per la telepatia. Nel frattempo la situazione militare diventa sempre più critica e viene istituita la coscrizione obbligatoria persino per i bambini di 8 anni o più.
Il lavoro al progetto inizia a dare i primi frutti quando Miller e Semyon vengono inviati con i loro animali in Madagascar, per scoprire cosa succede in una base segreta nemica. Il sottomarino che li trasporta viene però colpito e solo fortunosamente, insieme all'agente del controspionaggio Nina Merriman, riescono a sbarcare nell'isola. Miller e la Merriman vengono ben presto catturati e portati al cospetto direttamente del capo supremo dei caodai, Nguyen-Yat-Hugo.
Qui Miller reincontra anche la moglie Elsie, prigioniera dei caodai.
Con l'aiuto di Semyon, Miller, Elsie e Nina riescono a fuggire, catturando anche Nguyen come ostaggio; l'incidente al sottomarino ha però causato una serie di rappresaglie a catena, scatenando infine quello che si era riusciti a lungo a evitare: l'inizio di una guerra nucleare. 
Durante la fuga vengono a scoprire che anche i Caodai rimangono colpiti dal Glotch esattamente quanto gli americani, pertanto deve esistere un terzo nemico comune. La comunicazione di questo fatto essenziale riesce a interrompere le ostilità e a fare infine collaborare i belligeranti.
La collaborazione porta a scoprire che il Glotch non è un'arma, ma una forma malriuscita di comunicazione telepatica da parte di una popolazione extraterrestre, probabilmente di Marte o Venere.

## Critica
Il recensore di Galaxy Floyd C. Gale elogiò il romanzo come "un quadro autenticamente convincente di una marina in tempo di guerra e ... un solleticante think-tank". Anthony Boucher affermò che il romanzo era "in una volta affascinante e deludente". Boucher elogiò Pohl per la sua "abilità heinleiniana nell'esposizione indiretta dettagliata di un futuro convincente", ma criticò il romanzo come episodico, debolmente caratterizzato e arbitrariamente risolto.

## Influenza culturale
Il Progetto Montauk, con molti elementi simili a quello descritto nel romanzo oltre alla stessa località di Montauk, è divenuto una leggenda urbana e una teoria del complotto riguardante un fantomatico progetto militare supersegreto del governo.

## Edizioni
- Frederik Pohl, Slave Ship, Galaxy Science Fiction, 1956.
- Frederick Pohl, Slave Ship, Ballantine Books, 1957.
- Frederick Pohl, Le navi di Pavlov, traduzione di Mario Galli, copertina di Karel Thole, collana Urania n° 291, Arnoldo Mondadori Editore, 1962.
- Frederick Pohl, Le navi di Pavlov, traduzione di Mario Galli, copertina di Karel Thole, collana Urania n° 606, Arnoldo Mondadori Editore, 1972.
- Frederick Pohl, Le navi di Pavlov, traduzione di Mario Galli, copertina di Karel Thole, collana Urania Classici n° 33, Arnoldo Mondadori Editore, 1979.
- Frederick Pohl, L'insidia del Glotch, traduzione di Mario Galli, collana Odissea Fantascienza n° 14, Delos Books, 2006.